# 설인 (2013년 영화)
"설인"은 2013년에 개봉한 대한민국의 영화이다.

## 캐스팅
- 김태훈 : 연수 역
- 지우 : 안나 역
- 아용주 : 박 역
- 차엽 : 조 역
- 조은아 : 모텔여주인 역
- 김선빈 : 정국 역
- 이석 : 젊은 연수 역
- 강석철 : 젊은 철민 역
- 조용석 : 유씨 역
- 김다름 : 기태 역

목소리 출연
- 전국향 : 연수 장모 역
- 박성연 : 연수 아내 역
- 이요성 : 직장 상사 역
- 이호영 : 성인 철민 역
- 김승민 : 연수 친구 역
- 장지혜 : 뉴스 앵커 역